# Kábúsz ománi szultán
Kábúsz bin Szaíd Ál Szaíd (arabul: قابوس بن سعيد آل سعيد, tudományos átiratban: Qābūs ibn Saʿīd Āl Saʿīd; Szalála, 1940. november 18. – Szíb, 2020. január 10.) az 1744 óta uralkodó Ál Szaíd-dinasztia tagja, Omán szultánja 1970. július 23-tól haláláig. Zsarnoki, a brit gyarmati politikát kiszolgáló apjától csendes puccsal ragadta el a trónt, majd hatalomra kerülése után azonnal megkezdte felvilágosult reformpolitikáját: nevéhez fűződik a brit protektorátus felszámolása, az ország egyesítése, modernizációja és megnyitása a külföld felé.

## Útja a trónig
Kábúsz az 1932-től uralkodó III. Szaíd egyetlen fia volt. Apjának második feleségétől, a zofári Mijzún bint Ahmadtól született. Elemi és középiskolás tanulmányait szülővárosában, Szalálában, majd Indiában végezte, 1958-tól pedig Angliában tanult: két évet egy suffolki magánintézetben, a Feldsham House-ban töltött, majd beiratkozott a sandhursti tiszti akadémiára. Két év után alhadnagyi rangban végzett, és egy ideig Nyugat-Németországban szolgált a Cameronians nevű skót lövészezrednél. Később Angliában köz- és államigazgatási tanulmányokat folytatott, és a suffolki Bury St Edmunds önkormányzatánál gyakornokoskodott. 1964-ben tért vissza hazájába, ahol apja házi őrizetbe helyeztette.
Szaíd szultán, bár szakszerű oktatásban részesült és követte a világ eseményeit, mindennemű modernizációtól és külföldi befolyástól elzárkózott, és minden hatalmat a kezében igyekezett összpontosítani: nem alakított ki korszerű államszervezetet, nem költött az infrastruktúra és gazdaság fejlesztésére, és a hadseregre sem fordított elég pénzt. Bár 1964-ben megkezdődött az ománi olajkitermelés és 1967-től a kőolajexport, az ebből származó bevételeket sem modernizációra költötte. Hadserege nem is tudott megbirkózni a dél-jemeni kommunista támogatással 1965-ben kirobbant zofári felkeléssel, ami hozzájárult a külvilágtól szalálai palotájába zárkózó szultánnal szemben érzett ellenérzés megnövekedéséhez. Az idős szultánt végül 1970. július 23-án egy Kábúsz vezette palotaforradalom buktatta meg brit támogatással. Szaídot Nagy-Britanniába száműzték, ott halt meg két év múlva.

## Uralkodása

### Modernizáció

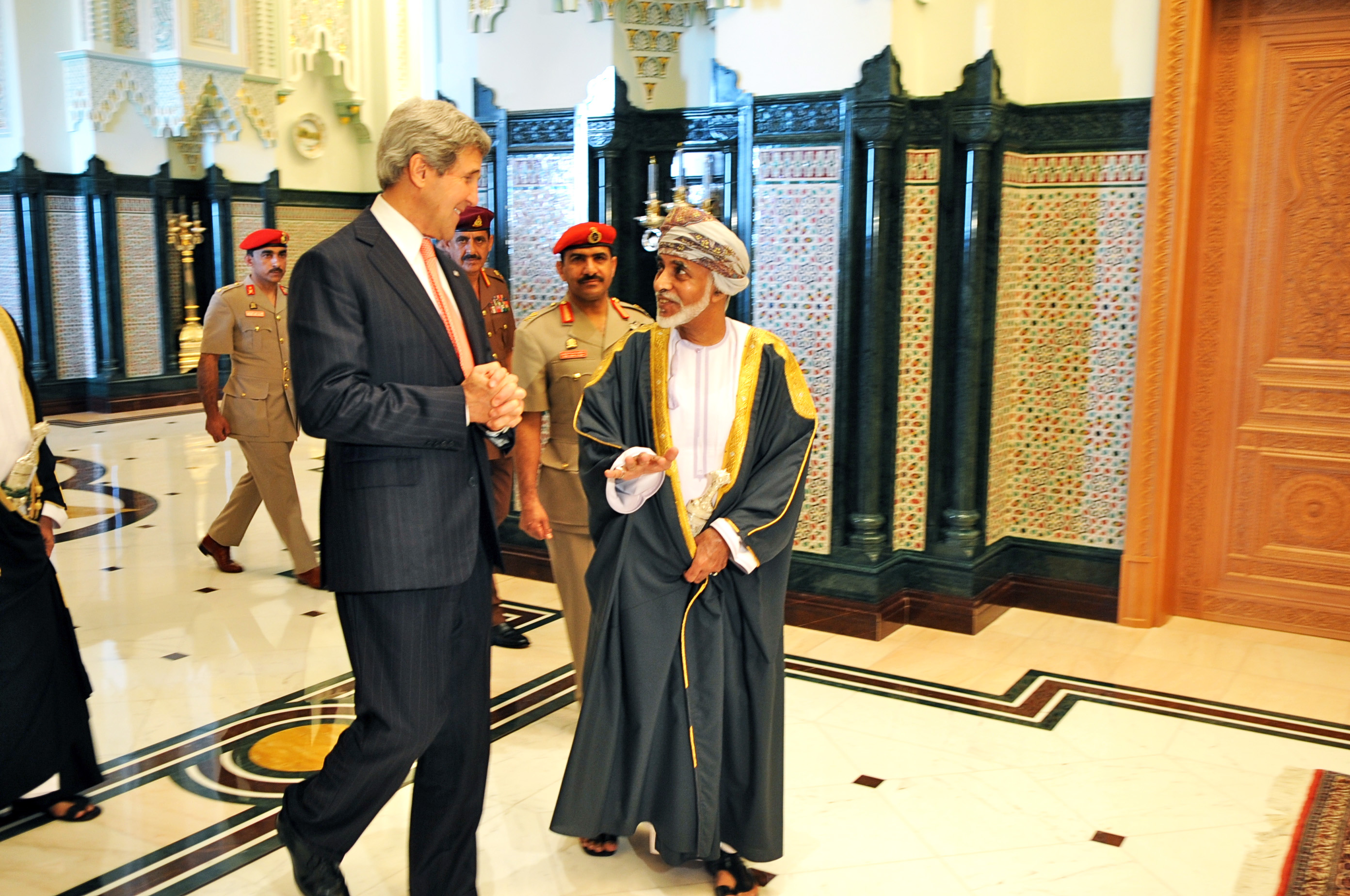
Kábúsz John Kerry amerikai külügyminiszterrel 2013-ban

Kábúsz trónra lépve székhelyét Maszkatba helyezte át, és országát Ománnak nevezte el, felváltva a 18. század óta használatos Maszkat és Omán elnevezést. Kábúsz, ha csak fokozatosan is, de minden téren modernizációba kezdett: miközben hatalma lényegében abszolút maradt, korszerű, többszintű államszervezetet, emellett modern, ütőképes ománi haderőt és rendőrséget hozott létre. Az ország olajjövedelmeit felhasználva megkezdte az ország infrastruktúrájának (úthálózat, kikötők) kiépítését, amivel az addig elszigetelt tartományokat is sikerült integrálnia Ománba. Nagy gondot fordított a modern oktatási rendszer meghonosítására és kiépítésére is, amit a maszkati egyetem megalapítása tetőzött be (1986). Jelentős lépések történtek a nők egyenjogúsítása terén is: Kábúsz uralkodása alatt nők képviselői, miniszteri, nagyköveti pozíciókat tölthettek be.
Kábúsz 1996-ban egy alkotmány értékű rendeletet adott ki. A rendelet nyomán jött létre egy kétkamarás országgyűlés (madzslisz), amelynek alsóházába választás, felsőházába kinevezés útján kerülnek tagok. A gyűlés azonban csupán tanácsadói jogkörrel rendelkezett 2011-ig, amikor is a tüntetések nyomán a szultán törvényhozó hatalommal ruházta fel.

### Nyitás a külföld felé
Kábúsz uralkodása alatt felszámolta az ország külpolitikai elszigeteltségét. A zofári lázadást 1978-ra Nagy-Britannia és Mohammad Reza Pahlavi iráni sah segítségével tudta leverni. Az Imperial Iranian Brigade Group (IIBG) keretében 1972 és 1979 között összesen 15 000 iráni császári katona állomásozott Ománban. Kábúsz nyugatbarátsága folyamatosan megmaradt, de az 1979-es iráni forradalom óta iszlám köztársasággá vált Iránnal is igyekszik jó kapcsolatokat ápolni, hasonlóan a térség többi államához. 1971-ben országa belépett az ENSZ-be és az Arab Ligába, majd később más nemzetközi szervezetekbe is (UNESCO, ENSZ-szervezetek, WTO). 1981-ben alapító tagja volt az Öböl Menti Együttműködési Tanácsnak. 1978-ban Omán azon kevés arab állam közé tartozott, amelyek nem szakították meg kapcsolataikat Egyiptommal a Camp David-i béke megkötése miatt.

### Betegsége és halála
Kábusz szultánt 2015-től kezelték vastagbélrákkal, a szultán egészségi állapota azonban fokozatosan romlott. 2019-ben arról számoltak be, hogy az uralkodót a Leuveni Egyetemi Klinikán kezelik, de haza kíván térni Ománba, hogy otthon, hazája földjén halhasson meg. A szultán végül 2020. január 10-én hunyt el a Seebi királyi palotában. 2020. január 13-án temették el a maszkati Királyi Temetőben.

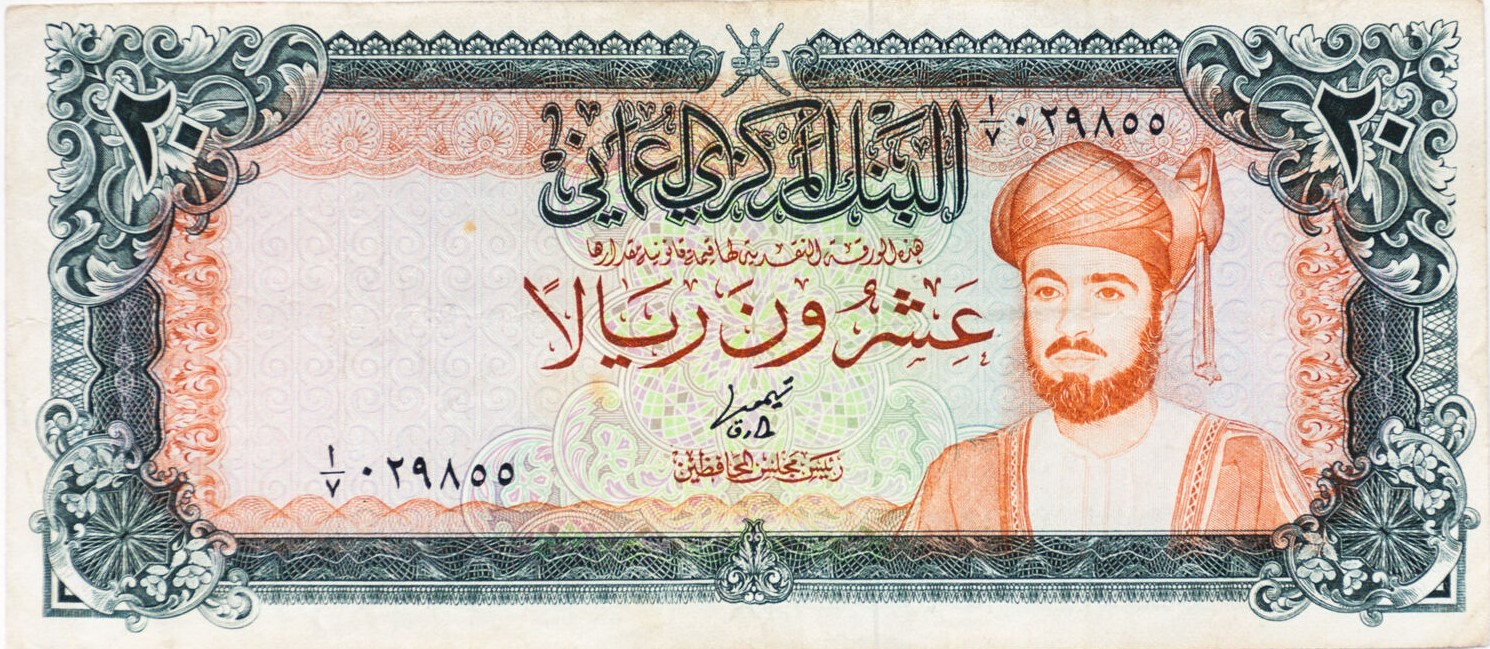
20 ománi riál bankjegy Kábúsz szultán portréjával, az 1977-es sorozatból.
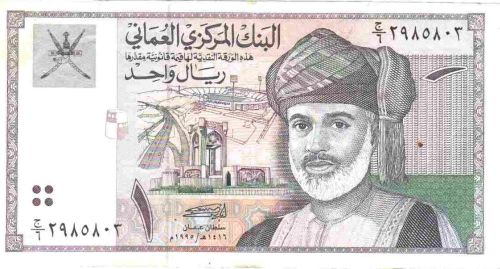
1 ománi riál bankjegy Kábúsz szultán portréjával, az 1995-ös sorozatból.
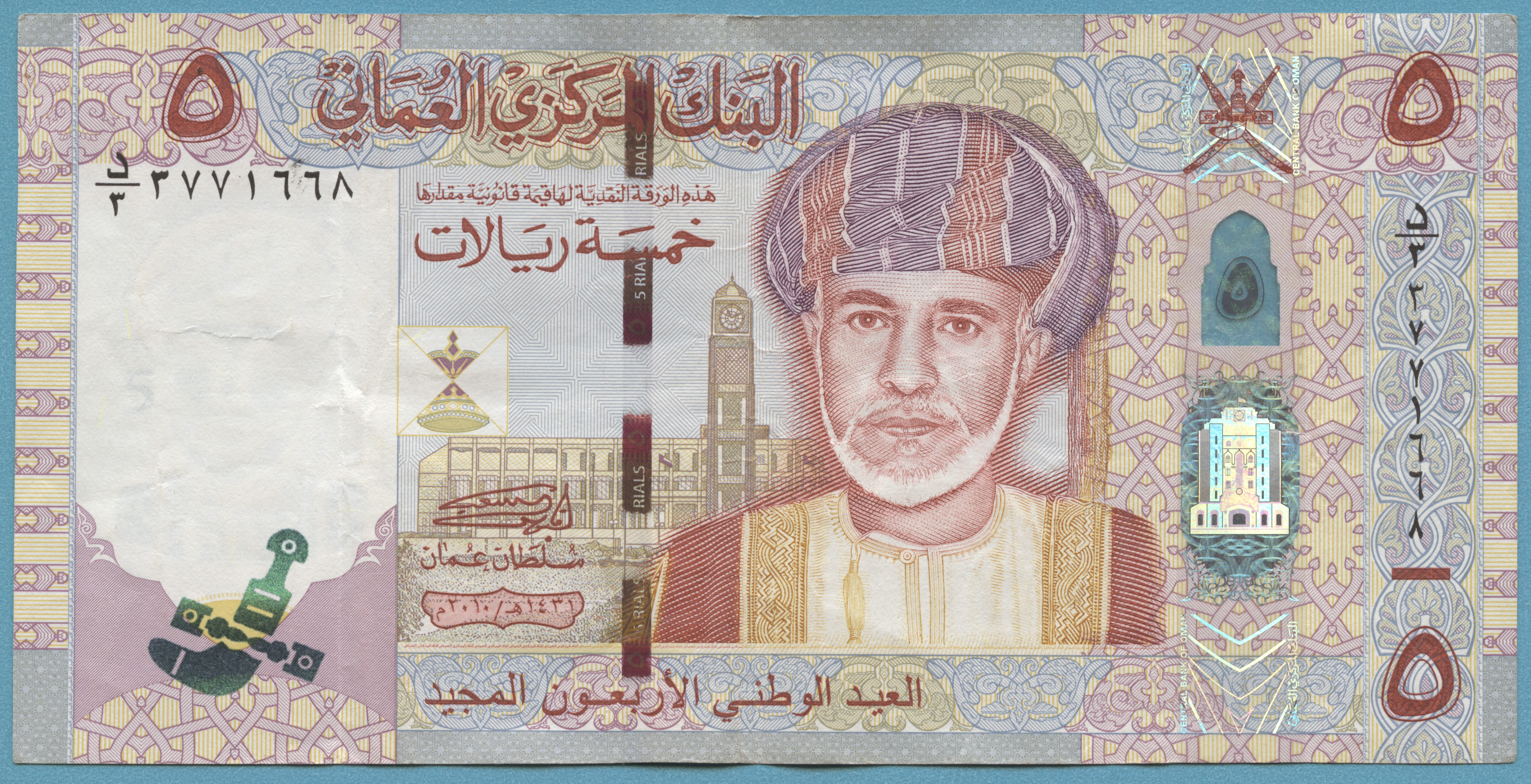
5 ománi riál bankjegy Kábúsz szultán portréjával, a 2010-es sorozatból.

## A trónörökös kérdése
Kábúsz szultán egyszer nősült: 1976-ban vette feleségül Tárik nevű apai nagybátyjának lányát, Navál bint Tárikot, akitől azonban rövidesen elvált. A házasságból nem született gyermek. A trónöröklés rendjét az 1996-os alaptörvény szabályozza: eszerint Omán uralkodójának az Ál Szaíd férfi tagjának kell lennie, akit a szultán halálakor összeülő családi tanács választ. Ha három napon belül nem jutnak dűlőre, a Védelmi Tanácsnak a szultán kijelölt örökösét kell beiktatnia. Nem tudni, Kábúsz kit jelölt ki trónörökösének, de állítólag két családtagját szemelte ki, akik feltehetően Tárik nagybátyjától származó unokatestvérei (és volt sógorai).
Kábusz szultán halála után utóda unokatestvére, Hajszam lett.